# Mart Port
Mart Port (4. ledna 1922 Pärnu – 3. února 2012 Tallinn) byl estonský architekt.

## Život
Mart Port byl se narodil v roce 1922 jako syn estonského botanika Jaana Porta (1891–1950) a jeho ženy Marty. Během druhé světové války bojoval v řadách Rudé armády.. Byl vyznamenán Medailí Za bojové zásluhy. Po válce studoval architekturu na Tallinnském polytechnickém institutu.
Do roku 1990 pracoval Mart Port v sovětské státní architektonické kanceláři Eesti Projekt, v letech 1961 až 1989 jako šéfarchitekt. Kromě toho v letech 1961 až 1992 přednášel na Tallinské akademii umění, od roku 1977 s titulem profesor. V období 1955 až 1979 byl Port předsedou „Svazu architektů“ Estonské SSR (estonsky Eesti NSV Arhitektide Liit). V roce 1972 obdržel Státní cenu Estonské SSR a v roce 1978 titul „Lidový architekt SSSR “(rusky Народный архитектор СССР).

## Dílo
Mart Port byl hlavním městským architektem v Tallinnu, Tartu a Viljandi a šéfem plánu výstavby nových částí Tallinnu – Mustamäe, Väike-Õismäe, Lasnamäe, Tartu – Annelinn a Viljandi-Männimäe. Kromě toho navrhoval různé druhy sovětských veřejných budov: obytné domy, školy, kulturní domy, nákupní centra).
Známými projekty Marta Porta jsou centrála Komunistické strany Estonska (společně s Raine Karpem a Olgou Končajevou, 1964–1968), první tallinský mrakodrap Hotel Viru (společně s Henno Sepmannem, 1972), četné obytné a průmyslové komplexy (Eesti Kaabel, 1961).
Jeho dílem je také monumentální památník Rudé armády v části Tallinn-Maarjamäe (Maarjamäe obelisk, 1960) na břehu Baltského moře ve Finském zálivu.
Byl členem mezinárodního týmu zapojeného do designu města Slavutyč pro pracovníky z Černobylské jaderné elektrárny. Jedna z částí města je postavena podle estonského projektu, za nějž obdržel Mart Port Zlatou medaili Výstavy hospodářských úspěchů SSSR. Při obnově zemětřesením zničeného arménského města Spitak navrhl rezidenční čtvrt a domy v tradičním místním stylu.

## Publikace
výběr
- Arhitekti pilguga Inglismaal. Tallinn 1966
- Nõukogude Eesti arhitektuur. Tallinn 1983